# بیانکا رچ
بیانکا رچ (انگلیسی: Bianca Rech؛ زادهٔ ۲۵ ژانویهٔ ۱۹۸۱) بازیکن فوتبال اهل آلمان است.
از باشگاه‌هایی که در آن بازی کرده‌است می‌توان به باشگاه فوتبال زنان بایرن مونیخ، باشگاه فوتبال آینتراخت فرانکفورت (زنان)، و باشگاه فوتبال کلن اشاره کرد.
وی همچنین در تیم ملی فوتبال زنان آلمان بازی کرده‌است.